# Melchitská archieparchie aleppská
Melchitská archieparchie aleppská je metropolitní archieparchie melchitské řeckokatolické církve bez sufragánních diecézí. Jejím sídlem je sysrké město Aleppo, v němž se nachází katedrála Zesnutí přesv. Bohorodice.

## Historie
Biskupské sídlo v Aleppu (stv. Bereji) má starobylý původ, je doloženo již ve 4. století, od 6. století je sídlem arcibiskupa. Po sjednocení s Římem v roce 1724 vznikla řecko-katolická archieparchie, i když někteří biskupové byli s Římem sjednoceni již v předchozí době. V roce 1790 se stato archieparchie stala metropolitní bez sufragánních sídel. Až v roce 1830 bylo ukončeno pronásledování katolické komunity, osmánské autority uznaly legitimitu biskupského sídla a biskupové mohli začít rezidovat v Aleppu. Oficiálním titulem archieparchie je "Archieparchie Aleppa, Seleukie a Kyrrhu".